# 有梗石龙尾
有梗石龙尾（学名：Limnophila indica）为玄参科石龙尾属下的一个种。种名indica意为印度的。